# 뺨 맞은 남자
뺨 맞은 남자(He Who Gets Slapped)는 미국에서 제작된 빅터 소스트롬 감독의 1924년 드라마, 스릴러 영화이다. 론 채니 등이 주연으로 출연하였다.
이 영화는 문화적, 역사적, 미적 중요성으로 인해 미국 의회도서관에 의해 미국 국립영화등기부의 보존물로 선정되었다.

## 출연

### 주연
- 론 채니
- 노마 시어러